# 柳川益美
柳川　益美（やながわ ますみ、1957年7月 - ）は、日本の体育学者。現在群馬大学教育学部保健体育講座教授。専門領域は体育学。

## 略歴・人物
- 1957年　出生
- 1976年　群馬県立高崎高等学校卒業
- 1980年　日本体育大学体育学部体育学科卒業
- 1987年　日本大学大学院教育学研究科体育専攻修了
- 1989年　東京教育大学教育学部体育専攻講師
- 1996年　群馬大学教育学部学校教育講座保健体育専攻助教授
- 2001年　群馬大学教育学部学校教育講座保健体育専攻教授

現在に至る。元レスリング世界選手権代表。特技はレスリング。群馬県レスリング協会会長。温厚でとても人柄が良い。NPO法人群大クラブ代表。

## 研究分野
体育学・スポーツ経営管理
- レスリング
- 体育・スポーツの経営学
- 総合型地域スポーツクラブと地域の活性化

## 著書・論文

### 著書
- 『講談社スポーツシリーズ「勝つためのトレーニング」レスリング編』（講談社、1992年）
- 『栄光へのレスリング』（講談社、1984年）
- 『「新しい朝が来た」－ラジオ体操50年史－』（啓明出版、1983年）
- 『「新しい朝が来た」－ラジオ体操50年史－　戦後編』（簡易保険局加入者協会、1979年）

### 論文
- 『群馬県内の山村と町地域での耐糖能およびインスリン抵抗性の比較』（群馬保健学紀要、2006年）

## 所属学会
- 日本レスリング協会
- 日本体育学会